# Helius (Helius) gibbifer
Helius (Helius) gibbifer is een tweevleugelige uit de familie steltmuggen (Limoniidae). De soort komt voor in het Palearctisch gebied.